# Брацда, Рудольф
Рудольф Брацда, также Бразда (нем. Rudolf Brazda; 26 июня 1913, Броссен, Провинция Саксония, Королевство Пруссия — 3 августа 2011, Бантзенайм, Верхний Рейн, Франция) — выходец из чешской немецкоговорящей семьи, живший во Франции с 1945 года. Известен как последний (официально подтверждённый) узник нацистских концлагерей, осуждённый за гомосексуальность.

## Биография
Брацда родился в 1913 году в Броссене (сегодня входит в состав города Мойзельвица, Тюрингия) в чешской немецкоговорящей семье, эмигрировавшей из Австро-Венгрии. В 1933 году 20-летний Брацда перебирается в Лейпциг, где открывает свою гомосексуальность. Позднее он знакомится с мужчиной, с которым затем вместе снимает комнату, за что попадает под надзор и, в конце концов, предстаёт перед судов по обвинению в «противоестественном блуде» (параграф 175 в донацистской редакции). Брацда был приговорён к 6 месяцам тюрьмы, а после отбытия срока депортирован в Чехословакию, так как не имел немецкого гражданства, несмотря на то, что он никогда не жил на территории этого государства и не знал ни чешского, ни словацкого языков. Брацда селится в судетском Карлсбаде. После аннексии Судет Брацда в 1941 году без суда был отправлен в концлагерь Бухенвальд, где содержался как узник с «розовым треугольником» и пометкой T (нем. Tscheche — чех). Весной 1945 года заключённые Бухенвальда были эвакуированы и отправлены на («марш смерти»), однако Брацда при помощи одного капо смог спрятаться в свинарнике и, благодаря этому, спастись. После войны Брацда поселился в Эльзасе, где и познакомился со своим будущим партнёром Эдуардом Майером (Edouard Mayer).
27 мая 2008 года в Берлине был открыт мемориал гомосексуалам — жертвам нацизма. При открытии памятника было заявлено об отсутствии выживших свидетелей тех репрессий, которые режим Гитлера обрушил на гомосексуалов. Рудольф Брацда, узнавший новость по телевидению, после этого решил заявить о себе открыто как о живом свидетеле «трагедии розовых треугольников». Уже через месяц мэр Берлина Клаус Воверайт пригласил Бразду посетить ещё одну церемонию у памятника, приуроченную к берлинскому гей-параду. После возложения цветов к мемориалу Брацда, несмотря на преклонный возраст (он был в инвалидном кресле), принял участие в многотысячном шествии в немецкой столице.
О своей судьбе и заключении в концлагере Рудольф Брацда рассказал в книге «Путь розового треугольника». В апреле 2011 года Рудольф Брацда был награждён Орденом Почётного легиона — высшей наградой Франции.
Брацда скончался в возрасте 98 лет в доме престарелых во французском Бантзенайме. После кремации его прах был захоронен рядом с могилой его многолетнего партнёра, умершего в 2003 году.